# Эдвардс, Карлос
Акенатон Карлос Эдвардс (англ. Akenhaton Carlos Edwards; род. 24 октября 1978, Диего-Мартин) — тринидадский футболист, полузащитник. Участник чемпионата мира по футболу 2006.

## Карьера

### Клубная
Свою карьеру начинал на родине. В 1998 году выступал за тринидадскую команду «Куинз Парк Си-Си». В 2000 году Эдвардса заметили тренеры «Рексхема» и пригласили его в команду. В итоге, в течение 5 сезонов тринидадец был одним из лидеров клуба.
С 2005 по 2007 год полузащитник выступал в Чемпионшипе за «Лутон Таун».
В 2007 году он подписал контракт с клубом английской Премьер-лиги «Сандерлендом». Но попасть в основной состав команды Эдвардсу не удалось. В 2008 году он уезжал в аренду в «Вулверхэмптон Уондерерс». Всего за «Сандерленд» в сильнейшей лиги Англии Карлос Эдвардс провел 50 игр и забил 5 мячей.
В 2009 году хавбек перешёл в «Ипсвич Таун», где он был капитаном команды и сыграл более 150 матчей в чемпионате страны. В начале 2014 года тринидадец на правах аренды перебрался в «Миллуолл», а по окончании сезона он подписал контракт с командой.

### Сборная
За сборную Тринидада и Тобаго Карлос Эдвардс дебютировал в 1999 году. В 2006 году он принял участие Чемпионате мира по футболу в Германии. На турнире защитник провел все три встречи за «воинов футбола».